# محوطه شاه پیر غیب
محوطه شاه پیر غیب مربوط به دوران‌های تاریخی پس از اسلام است و در شهرستان لامرد، بخش علامرودشت، روستای دهنو واقع شده و این اثر در تاریخ ۲۴ تیر ۱۳۸۲ با شمارهٔ ثبت ۹۲۲۶ به‌عنوان یکی از آثار ملی ایران به ثبت رسیده است.